# Gemerček
Gemerček (maďarsky Kisgömöri) je obec na Slovensku v okrese Rimavská Sobota. První písemná zmínka pochází z roku 1427. Žije zde 96 obyvatel.

## Kultura a zajímavosti

### Památky
- Římskokatolický kostel sv. Alžběty Uherské, jednolodní neoklasicistní stavba s rovným závěrem presbytáře z let 1880–1883. Interiér je zaklenut pruskou klenbou s neobarokní výmalbou, nachází se zde empora nesená dvěma pilíři. Oltář sv. Alžběty je secesní. Fasády jsou členěny horizontálními římsami.[2]

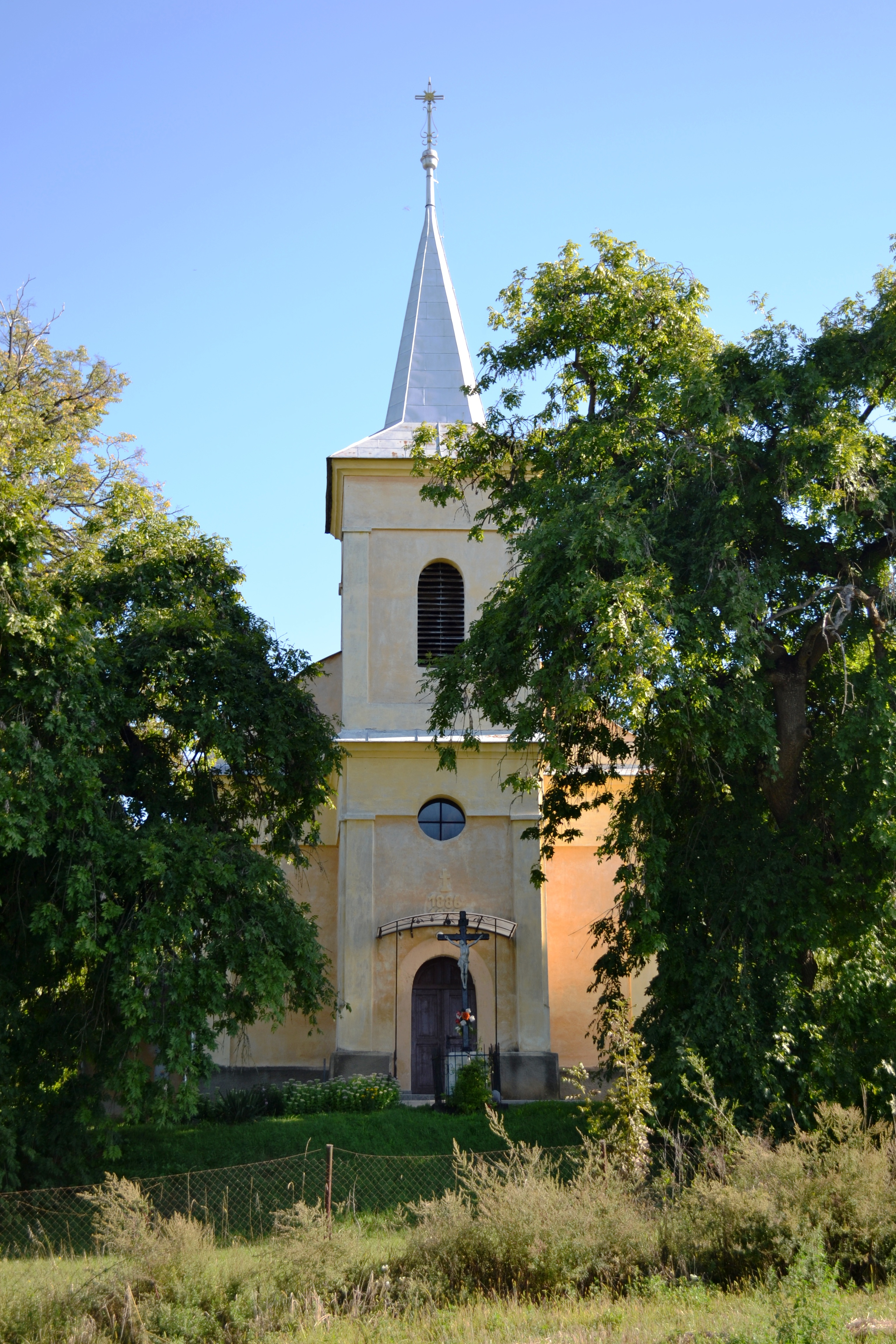
Kostel sv. Alžběty Uherské
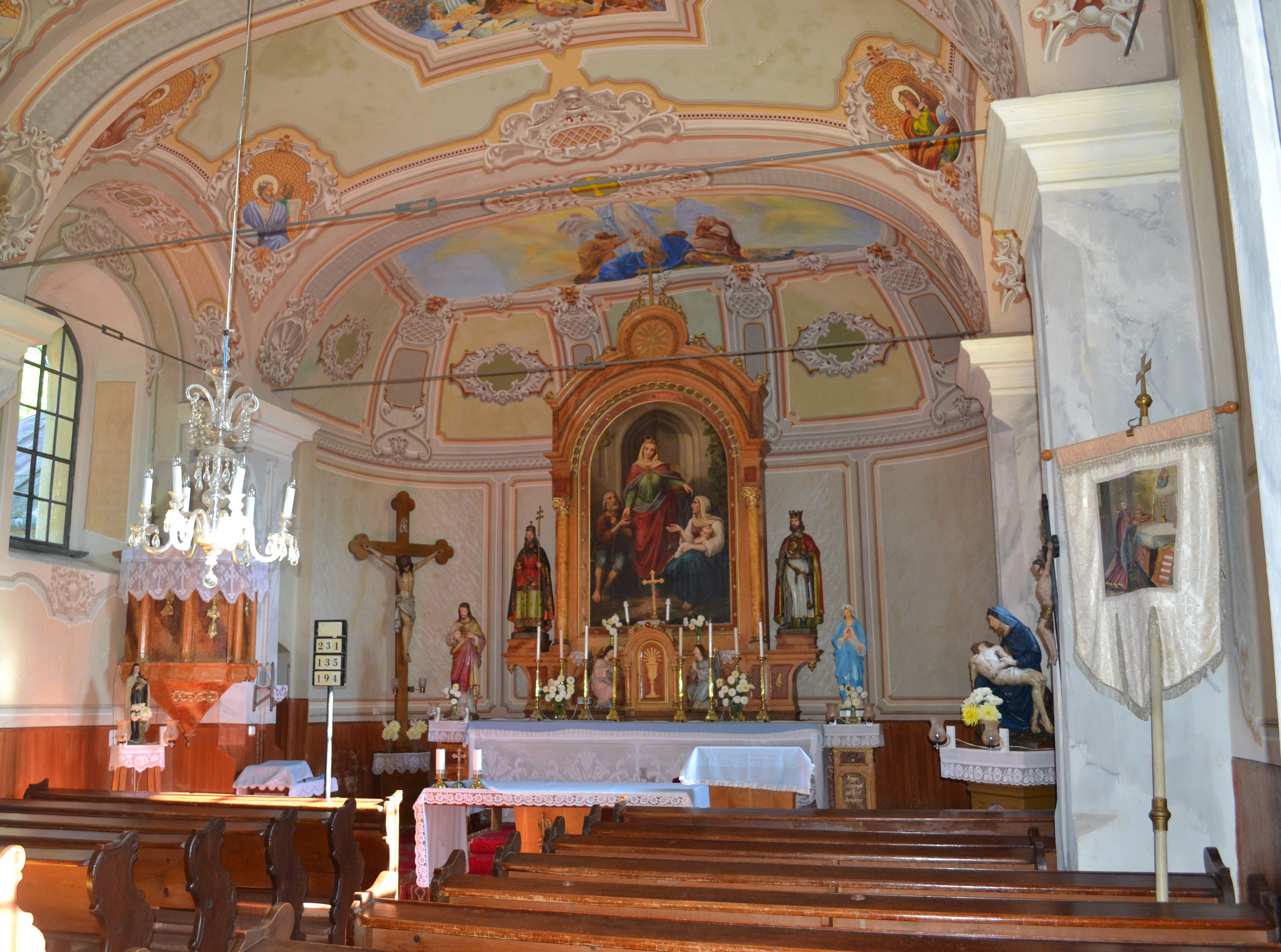
Interiér kostela
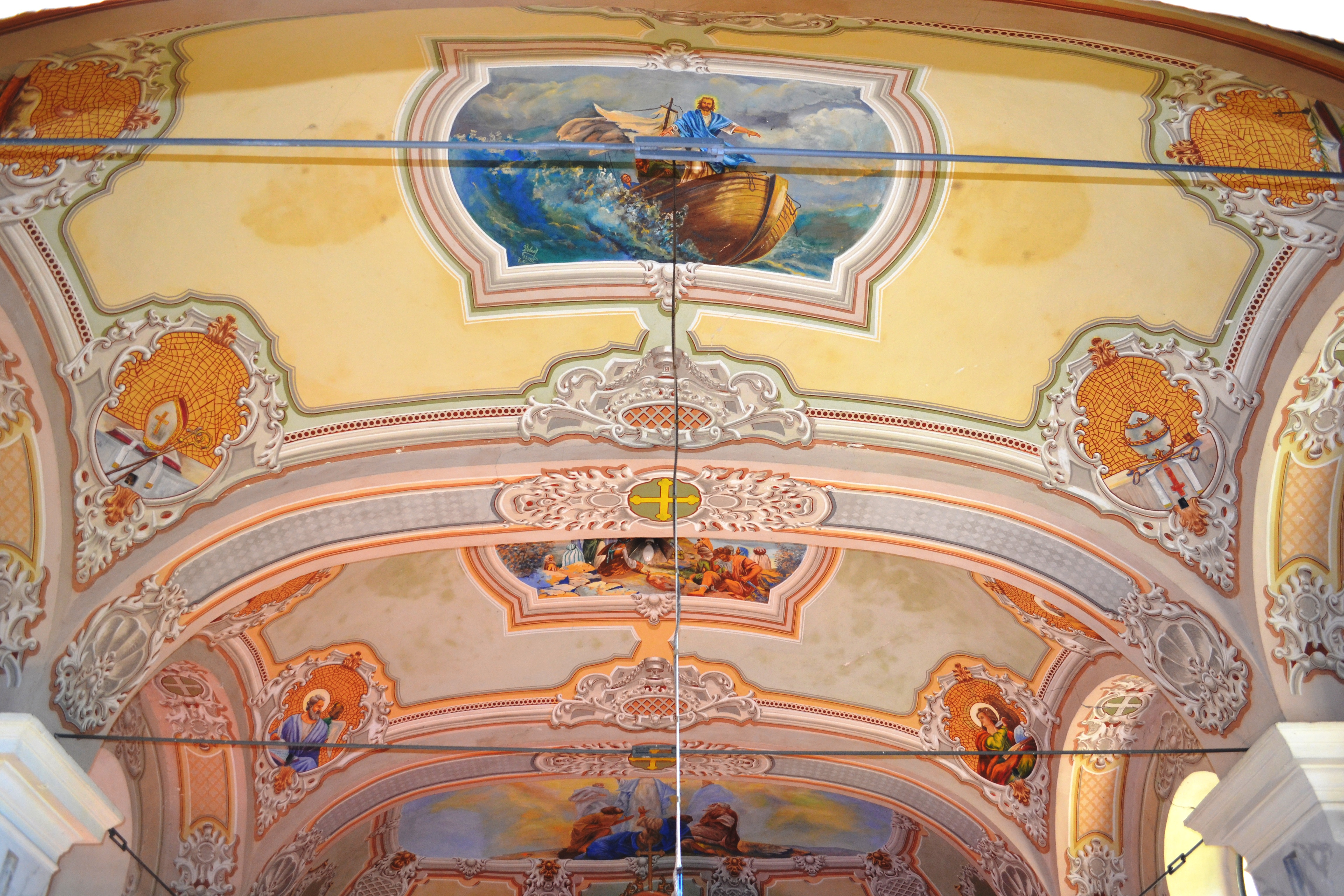
Klenby
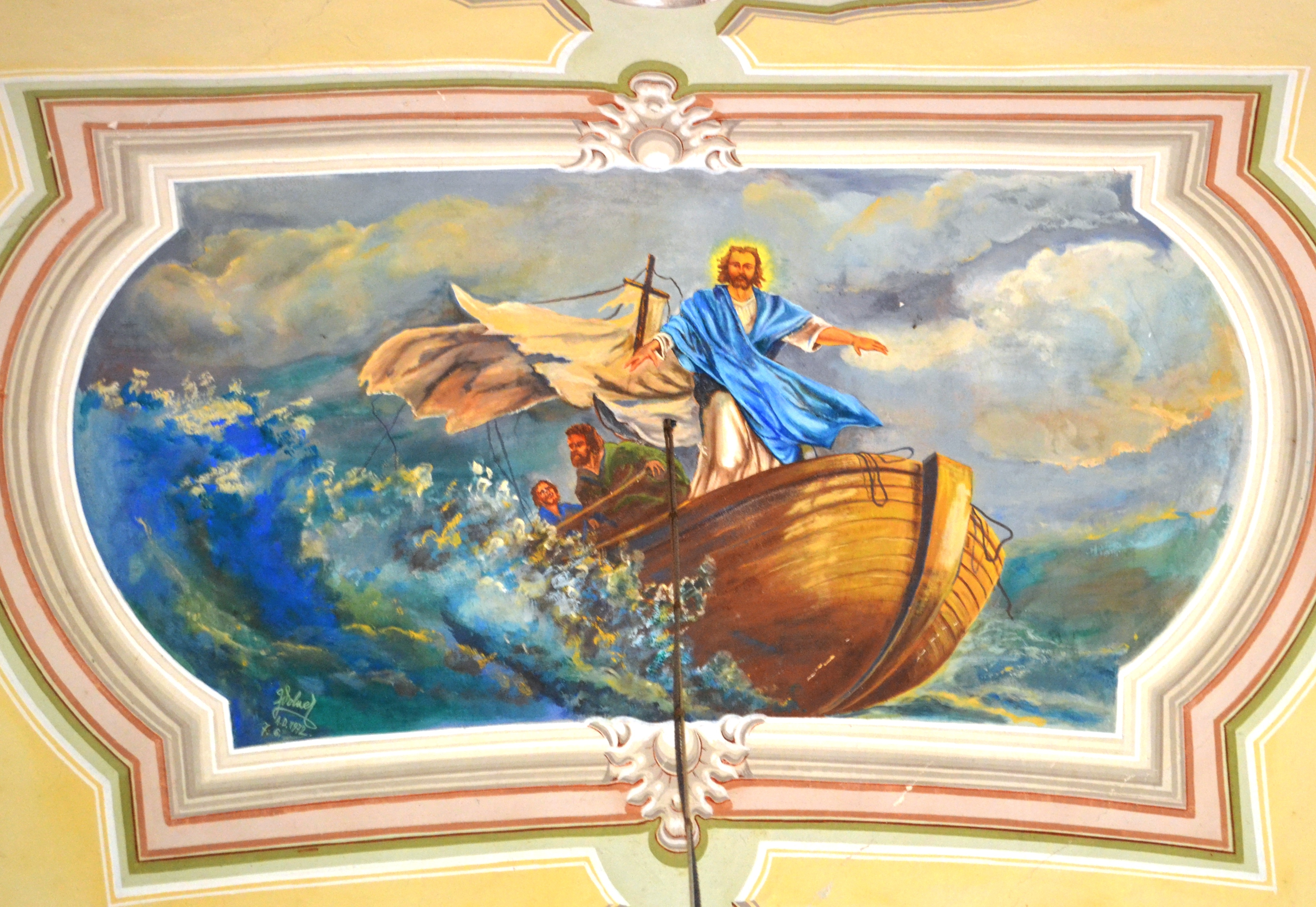
Detail výmalby stropu